# Carol Sealey
Carol Jane Sealey (Montréal, 18 aprile 1959) è un'ex cestista canadese.

## Carriera
Con il Canada ha disputato i Campionati mondiali del 1983 e i Giochi olimpici di Los Angeles 1984.